# Liste der Universitäten in Belarus
Dies ist eine Liste der Universitäten und sonstigen Hochschulen in Belarus; es gab im Studienjahr 2019/2020 in Belarus 51 Hochschulen, darunter 42 staatliche Hochschulen, von denen sich 20 in der Hauptstadt Minsk befinden. Ehemalige pädagogische Hochschulen oder Institute, in denen hauptsächlich Erzieher und Lehrer ausgebildet werden, haben in den 1990er Jahren und danach häufig den Status einer Volluniversität erhalten. Ähnliches lässt sich über die medizinischen Hochschulen sagen. Darüber hinaus gibt es vier medizinische Hochschulen, neun Akademien und acht Institute. Den 42 staatlichen Hochschulen stehen 9 private Hochschulen gegenüber.

## Universitäten in Minsk
- Belarussische Nationale Technische Universität
- Belarussische Staatliche Universität für Informatik und Radioelektronik
- Internationales Staatliches Ökologisches Sacharow-Institut (gehört heute zur Belarussischen Staatsuniversität[2])
- Staatliche Linguistische Universität Minsk, ehemals Fremdspracheninstitut
- Belarussische staatliche landwirtschaftlich-technische Universität
- Belarussische staatliche pädagogische Maxim-Tank-Universität, ehemals Pädagogisches Institut
- Belarussische staatliche Wirtschaftsuniversität
- Belarussische Staatliche Universität
- Belarussische Staatsuniversität für Körperkultur
- Belarussische Staatsuniversität für Kunst und Kultur, ehemals Kulturinstitut

## Universitäten außerhalb von Minsk
- Staatliche Alexander-Puschkin-Universität Brest
- Staatliche Technische Universität Brest
- Staatliche Technologische Universität Wizebsk
- Staatliche Janka-Kupala-Universität Hrodna
- Staatliche Landwirtschaftsuniversität Hrodna
- Staatliche Francysk-Skaryna-Universität Homel
- Staatliche technische Suchoj-Universität Homel
- Staatsuniversität für Verkehrswesen Homel
- Staatliche Arkads-Kuljaschou-Universität Mahiljou
- Belarussisch-russische Universität Mahiljou, ehemals Staatliche technische Universität Mahiljou
- Staatliche Universität für Ernährungswissenschaften Mahiljou
- Staatliche pädagogische Ivan-Schamjakin-Universität Masyr, ehemals Pädagogisches Institut
- Staatliche Eufrasinnja-Polackaja-Universität Polazk, bis 1994 technische Hochschule
- Staatliche Universität Baranawitschy (Volluniversität seit 2004)
- Staatliche Mascherow-Universität Wizebsk
- Staatliche Palessje-Universität Pinsk (Volluniversität seit 2006)

## Medizinische Universitäten
- Belarussische Staatliche Medizinische Universität, ehemals Medizinisches Institut
- Staatliche Medizinische Universität Hrodna[3]
- Staatliche Medizinische Universität Homel
- Staatliche Medizinische Universität Wizebsk[4]

## Akademien
- Verwaltungsakademie beim Präsidenten der Republik Belarus, Minsk
- Belarussische Staatliche Kunstakademie, Minsk
- Belarussische Staatliche Musikakademie, Minsk
- Akademie des Innenministeriums der Republik Belarus, Minsk
- Militärakademie der Republik Belarus, Minsk
- Staatliche Akademie für Veterinärmedizin, Wizebsk
- Belarussische staatliche landwirtschaftliche Akademie, Horki

## Institute
- Ingenieurwissenschaftliches Institut des Katastrophenschutzministeriums der Republik Belarus, Minsk
- Ingenieurwissenschaftliches Institut des Katastrophenschutzministeriums der Republik Belarus, Homel

## Private Hochschulen

### Private Hochschulen in Minsk
- Belarussisches Institut für Rechtswissenschaften, Minsk
- Fraueninstitut „Enwila“, Minsk (geschlossen)
- Institut für Parlamentarismus und Unternehmensführung, Minsk
- Institut für unternehmerische Tätigkeit, Minsk
- Schirokow-Institut für modernes Wissen, Minsk
- Internationales Geisteswissenschaftlich-Wirtschaftswissenschaftliches Institut, Minsk
- Internationales Institut für Arbeits- und Sozialbeziehungen, Minsk
- Verwaltungsinstitut Minsk
- Minsker Hochschule für Verwaltung, Minsk

### Private Hochschulen außerhalb von Minsk
- Belarussisches Handels- und Wirtschaftsinstitut für Konsumkooperation, Homel
- Minsker Orthodoxes geistliches Seminar und Akademie, Slonim
- Katholisches geistliches Seminar, Hrodna

## Exiluniversität
Die 2004 in Minsk geschlossene und 2005/2006 im Exil in Vilnius wiedereröffnete Europäische Geisteswissenschaftliche Universität (Europäische Humanistische Universität), an der viele Studenten aus Belarus immatrikuliert sind, gehört zum Bildungssystem Litauens.

## Nachweise
1. 1 2  Jenny Ettrich: Belarus: Bildung und Wissenschaft. In: Länderinformationen. DAAD, abgerufen am 31. Juli 2021.
2. ↑  International Sakharov Environmental Institute of Belarusian State University. Abgerufen am 31. Juli 2021.
3. ↑  Гродненский государственный медицинский университет. Abgerufen am 31. Juli 2021.
4. ↑  Медицинские вузы Беларуси будут сокращать прием абитуриентов. Abgerufen am 31. Juli 2021.